# Merochlorops cardami
Merochlorops cardami är en tvåvingeart som först beskrevs av Oswald Duda 1935.  Merochlorops cardami ingår i släktet Merochlorops och familjen fritflugor. Inga underarter finns listade i Catalogue of Life.